# Sokołda (rzeka)
Sokołda (Sokółka) – rzeka, prawy dopływ Supraśli o długości 44,1 km i spadku 33 metrów. 

## Opis
Płynie w województwie podlaskim. Jej źródła znajdują się na Wzgórzach Sokólskich w okolicach wsi Trzcianka. Przepływa przez  Puszczę Knyszyńską  i miejscowości: Straż, Ostrówek, Dworzysk, Międzyrzecze, Kopna Góra, Sokołda, Podłaźnie, Surażkowo. Na przestrzeni kilkunastu kilometrów, od Kurył do Straży, Sokołda płynie doliną wzdłuż torów kolejowych z dużym spadkiem od 5‰ do 8‰. Uchodzi do Supraśli przy wsi Zasady. Na całej swojej długości ma charakter rzeki typowo nizinnej o stosunkowo niewielkim spadku i niewielkiej prędkości przepływu wody. W górnym i dolnym biegu koryto rzeki dość silnie meandruje.
Dopływami rzeki są Poganica, Jałówka i Kamionka.